# Centro Comercial Las Cascadas
El centro comercial Las Cascadas (anteriormente conocido como Hipermall Las Cascadas) es un centro comercial tipo community center ubicado en el departamento de  La Libertad municipio de Antiguo Cuscatlan en El Salvador. Fue el primero de los tres centros comerciales ubicados, uno a continuación del otro, sobre la Carretera Panamericana. Se encuentra entre Multiplaza y La Gran Vía. Posee un food court, restaurantes, farmacias, zapaterías, supermercado, sucursales para trámites gubernamentales y un complejo de canchas de fútbol, entre muchos otros. 
El 3 de enero de 2015 los locales de Office Depot, Depósito de Telas, Coffee Cup y Walmart, así también los locales que se encontraban dentro de dicho supermercado se incendiaron. Nuevamente vuelve abrirse sus puertas el 3 de febrero de 2015.
A raíz de los daños provocados por el incendio, Fernando Paiz, presidente de Latam Hotel Corporation, anunció que aumenta su inversión previa de 2014 (para la construcción del hotel Hyatt El Salvador en la propiedad) a un estimado de $80 millones de dólares, destinado a un proyecto de amplificación (a 93500m² total de superficie computable) y renovación de imagen y concepto del centro comercial.
En 2020, el Cascadas SOHO consiste en: una plaza de comidas con terraza; el edificio Centro Corporativo Cascadas, el cual está ocupado por el centro de llamadas de Telus International; y el hotel Hyatt Centric San Salvador. Está previsto iniciar operaciones el 7 de julio de 2020.

## Establecimientos
Entre sus principales comercios se encuentran:
- Súper Selectos
- Wendy's
- Sorbetería Sarita
- Pizza Hut
- Mister Donut
- Office Depot
- Dollar City
- Librería La Ceiba